# Глазівська сільська рада (Шосткинський район)
Гла́зівська сільська́ ра́да — колишній орган місцевого самоврядування в Шосткинському районі Сумської області. Адміністративний центр — село Глазове.

## Загальні відомості
- Населення ради: 519 осіб (станом на 2001 рік)

## Населені пункти
Сільській раді були підпорядковані населені пункти:
- с. Глазове

## Склад ради
Рада складалася з 12 депутатів та голови.
- Голова ради: Небилиця Павло Миколайович
- Секретар ради: Небилиця Ганна Анатоліївна

### Керівний склад попередніх скликань
| Прізвище, ім'я, по батькові | Основні відомості                                                                       | Дата обрання | Дата звільнення |
| --------------------------- | --------------------------------------------------------------------------------------- | ------------ | --------------- |
| Бенца Алла Олександрівна    | Сільський голова, 1968 року народження, член Соціалістичної партії України              | 26.03.2006   | 31.10.2010      |
| Небилиця Павло Миколайович  | Сільський голова, 1965 року народження, освіта середня спеціальна, член Партії регіонів | 31.10.2010   |                 |

Примітка: таблиця складена за даними сайту Верховної Ради України

## Населення
Згідно з переписом УРСР 1989 року чисельність наявного населення сільської ради становила 705 осіб, з яких 292 чоловіки та 413 жінок.
За переписом населення України 2001 року в сільській раді мешкали 524 особи.

### Мова
Розподіл населення за рідною мовою за даними перепису 2001 року:
| Мова       | Відсоток |
| ---------- | -------- |
| російська  | 54,14 %  |
| українська | 45,66 %  |
| молдовська | 0,19 %   |